# Mare închisă

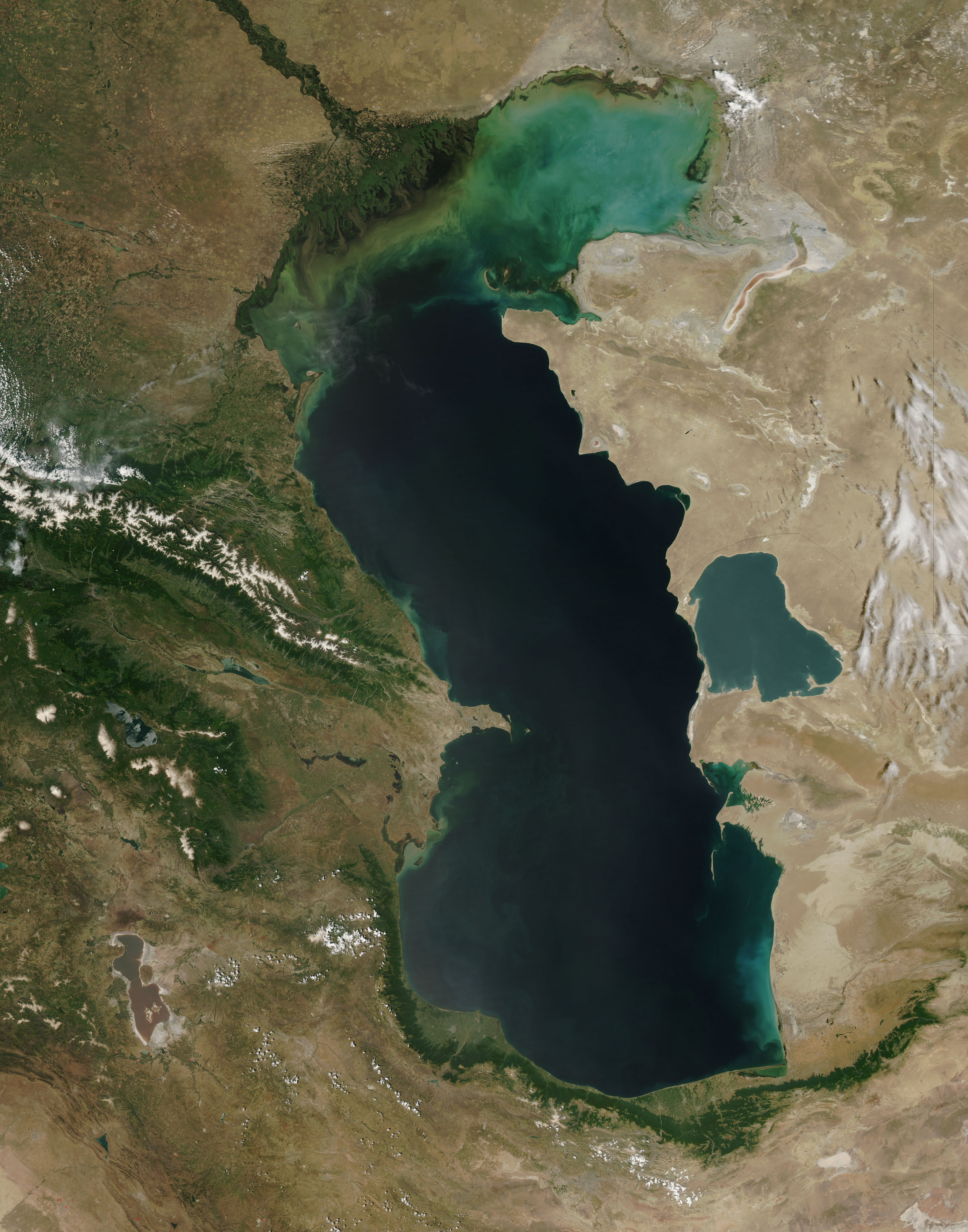
Fotografie din satelit a Mării Caspice

O mare închisă este un lac endoreic, adică este complet inclavată în masa terestră și nu comunică cu nicio altă mare sau ocean.
Marea Aral și Marea Caspică sunt singurele mări închise în prezent. Marea Moartă este de fapt un lac sărat pentru că nu este suficient de întinsă pentru a fi calificată mare.